# Coupe Kagame inter-club 2007
Navigation
Édition 2006 Édition 2008
La Coupe Kagame inter-club 2007 est la trente-deuxième édition de la Coupe Kagame inter-club, une compétition organisée par la CECAFA (Conseil des Associations de Football d'Afrique de l'Est et Centrale) et qui regroupe les clubs d'Afrique de l'Est s'étant illustré dans leur championnat national. 
Cette édition regroupe neuf formations réparties en deux poules. Les deux premiers de chaque groupe se qualifient pour la phase finale, jouée en matchs à élimination directe.
C'est le club rwandais d'APR FC qui remporte le trophée, après avoir battu en finale les Ougandais de Uganda Revenue Authority SC. C'est le deuxième titre de l'histoire du club dans la compétition.
Le Rwanda, pays hôte et l'Ouganda, nation du tenant du titre, ont le droit d'engager deux clubs alors que l'ensemble des autres membres de la CECAFA aligne un représentant. Cette édition voit l'absence de plusieurs pays, comme le Kenya, l'Érythrée, le Soudan ou la Somalie.

## Équipes participantes
- Uganda Revenue Authority SC - Champion d'Ouganda 2006
- Police FC - Tenant du titre et vice-champion d'Ouganda 2006
- APR FC - Champion du Rwanda 2006
- ATRACO Football Club - Vice-champion du Rwanda 2006
- Young Africans - Vice-champion de Tanzanie 2006
- Vital'O FC - Champion du Burundi 2006
- Polisi SC - Champion de Zanzibar 2006
- AS Compagnie Djibouti-Éthiopie - Champion de Djibouti 2005
- Saint-George SC - Champion d'Éthiopie 2005-2006

## Compétition

### Premier tour
Groupe A :
| Rang | Équipe                         | Pts | J | G | N | P | Bp | Bc | Diff |  | Résultats (▼ dom., ► ext.)     |  |     |     |     |     |
| ---- | ------------------------------ | --- | - | - | - | - | -- | -- | ---- |  | ------------------------------ |  | --- | --- | --- | --- |
| 1    | APR FC                         | 9   | 4 | 3 | 0 | 1 | 7  | 4  | +3   |  | APR FC                         |  | 0-3 | 1-0 | 3-0 | 3-1 |
| 2    | Uganda Revenue Authority SC    | 7   | 4 | 2 | 1 | 1 | 8  | 3  | +5   |  | Uganda Revenue Authority SC    |  |     | 2-2 | 3-0 | 0-1 |
| 3    | Young Africans                 | 5   | 4 | 1 | 2 | 1 | 7  | 4  | +3   |  | Young Africans                 |  |     |     | 1-1 | 4-0 |
| 4    | Vital'O FC                     | 4   | 4 | 1 | 1 | 2 | 5  | 7  | -2   |  | Vital'O FC                     |  |     |     |     | 4-0 |
| 5    | AS Compagnie Djibouti-Éthiopie | 3   | 4 | 1 | 0 | 3 | 2  | 11 | -9   |  | AS Compagnie Djibouti-Éthiopie |  |     |     |     |     |

Groupe B :
| Rang | Équipe               | Pts | J | G | N | P | Bp | Bc | Diff |  | Résultats (▼ dom., ► ext.) |  |     |     |     |
| ---- | -------------------- | --- | - | - | - | - | -- | -- | ---- |  | -------------------------- |  | --- | --- | --- |
| 1    | Saint-George SC      | 9   | 3 | 3 | 0 | 0 | 11 | 3  | +8   |  | Saint-George SC            |  | 4-2 | 4-0 | 3-1 |
| 2    | ATRACO Football Club | 6   | 3 | 2 | 0 | 1 | 4  | 4  | 0    |  | ATRACO Football Club       |  |     | 1-0 | 1-0 |
| 3    | Police FC            | 3   | 3 | 1 | 0 | 2 | 2  | 5  | -3   |  | Police FC                  |  |     |     | 2-0 |
| 4    | Polisi SC            | 0   | 3 | 0 | 0 | 3 | 1  | 6  | -5   |  | Polisi SC                  |  |     |     |     |

### Phase finale
|  | Demi-finales                   | Demi-finales                   | Demi-finales                | Demi-finales                |                               |        | Finale | Finale | Finale | Finale |
|  |                                |                                |                             |                             |                               |        |        |        |        |        |
|  |                                |                                |                             |                             |                               |        |        |        |        |        |
|  | APR FC                         | APR FC                         | 2                           | 2                           |                               |        |        |        |        |        |
|  | APR FC                         | APR FC                         | 2                           | 2                           |                               |        |        |        |        |        |
|  | ATRACO Football Club           | ATRACO Football Club           | 0                           | 0                           |                               |        |        |        |        |        |
|  | ATRACO Football Club           | ATRACO Football Club           | 0                           | 0                           | APR FC                        | APR FC | 2      | 2      |        |        |
|  |                                |                                |                             |                             | APR FC                        | APR FC | 2      | 2      |        |        |
|  |                                |                                | Uganda Revenue Authority SC | Uganda Revenue Authority SC | 1                             | 1      |        |        |        |        |
|  | Saint-George SC                | Saint-George SC                | Uganda Revenue Authority SC | Uganda Revenue Authority SC | 1                             | 1      | 1      | 1      |        |        |
|  | Saint-George SC                | Saint-George SC                |                             |                             |                               |        |        | 1      |        |        |
|  | Uganda Revenue Authority SC ap | Uganda Revenue Authority SC ap | 2                           | 2                           |                               |        |        |        |        |        |
|  | Uganda Revenue Authority SC ap | Uganda Revenue Authority SC ap | 2                           | 2                           | Match pour la troisième place |        |        |        |        |        |
|  |                                |                                |                             |                             |                               |        |        |        |        |        |
|  |                                |                                |                             |                             |                               |        |        |        |        |        |
|  | ATRACO Football Club           | ATRACO Football Club           | 0                           | 0                           |                               |        |        |        |        |        |
|  | ATRACO Football Club           | ATRACO Football Club           | 0                           | 0                           |                               |        |        |        |        |        |
|  | Saint-George SC                | Saint-George SC                | 2                           | 2                           |                               |        |        |        |        |        |
|  | Saint-George SC                | Saint-George SC                | 2                           | 2                           |                               |        |        |        |        |        |

### Finale
| 20 janvier 2007 | APR FC                           | 2 - 1 | Uganda Revenue Authority SC | Kigali                            |                                   |
|                 | Abbas Ramou 5e · Twite Mbuyu 11e |       | 90+5e David Kiwanuka        | Arbitrage : Jean-Claude Niyongabo | Arbitrage : Jean-Claude Niyongabo |

| Coupe Kagame inter-clubs APR FC 2e titre |